# Utricularia resupinata
Utricularia resupinata — вид рослин із родини пухирникових (Lentibulariaceae).

## Біоморфологічна характеристика
Листки прямовисні, від лінійних до ниткоподібних, у довжину 2.5 см. Ділянка листа над лінією ґрунту зелена, заглиблені частини білі. Пухирці можуть бути присутніми на листках, як правило, парами, розташованими трохи вище лінії ґрунту, горловина міхура спрямована вгору. Одна квітка 0.6–1.3 см, від рожевого до пурпуруватого забарвлення на кінчику оголеного зеленого або темно-бордового стебла, що виходить з води. Нижня губа широка, 3-лопатева, бліда біля основи з жовтою плямою на центральній частці. Верхня губа значно вужча і виїмчаста на 2 частки. Під нижньою губою є злегка вигнута шпора. Зовнішня поверхня трубки під нижньою губою може бути рідко покрита залозистими волосками.

## Середовище проживання
Вид зустрічається на сході США та східній Канаді. Про нього також повідомляли в Белізі, Нікарагуа та на Кубі.
Цей вид росте на мілководді озер, річок і ставків, часто пов'язаних з піщаним субстратом, хоча також зустрічається на мулі та бруді.

## Використання
Вид культивується невеликою кількістю ентузіастів роду. Торгівля незначна.